# Мтавари

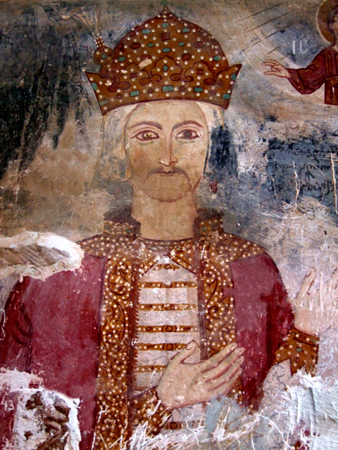
Mтавари Манучар I Дадиани

Mтавари (груз. მთავარი; от слова тави [груз. თავი] — голова) — титул в феодальной Грузии. На русский язык обычно переводится как владетельный князь, на европейские — также и герцог. В дворянской иерархии Грузии мтавари стояли выше тавади и эристави (крупных феодалов).
Самые ранние случаи упоминания мтавари находятся в ранних грузинских агиографических текстах, датируемых V веком. С XI до XIV века название мтавари, наряду с тавади, было синонимом эристави, и все они относились к титулованному высшему дворянству, князьям. На протяжении золотого века Грузинского царства (XII—XIII век), титул постепенно меняется от вручаемого до наследственного титула, процесс изменения завершился только к концу XV века. С XV века титул мтавари применялся только к пяти владетелям Западной Грузии (Самцхе, Мингрелия, Гурия, Сванетия и Абхазия), чьи автономные полномочия были окончательно ликвидированы Российской империей.
После вхождения Грузии в состав Российской империи титулы тавади, эристави и мтавари были приравнены к российским князьям.

## Список мтавари (владетельных князей)
1. Князья Гуриели — владетели Гурии.
2. Князья Дадешкелиани (Дадешкилиани) — владетели Сванетии.
3. Князья Дадиани (Дадиан, Дадиановы) — первая династия.
4. Князья Дадиани — вторая династия.
 Светлейшие князья Мингрельские и светлейший князь Дадиан-Мингрельский — владетели Мегрелии.
5. Князья Джакели — владетели Самцхе-Саатабаго.
6. Князья Шервашидзе (Шарвашидзе, Чачба, Шарашия) — владетели Абхазии.